# Argyreia maymyensis
Argyreia maymyensis är en vindeväxtart som först beskrevs av John Henry Lace, och fick sitt nu gällande namn av Raiz. Argyreia maymyensis ingår i släktet Argyreia och familjen vindeväxter. Inga underarter finns listade i Catalogue of Life.